# Пясковець (Поморське воєводство)
Пясковець (пол. Piaskowiec, нім. Sand) — село в Польщі, у гміні Осташево Новодворського повіту Поморського воєводства.
Населення — 454 особи (2011).
У 1975-1998 роках село належало до Ельблонзького воєводства.

## Демографія
Демографічна структура станом на 31 березня 2011 року:
|          | Загалом | Допрацездатний вік | Працездатний вік | Постпрацездатний вік |
| -------- | ------- | ------------------ | ---------------- | -------------------- |
| Чоловіки | 246     | 67                 | 159              | 20                   |
| Жінки    | 208     | 38                 | 125              | 45                   |
| Разом    | 454     | 105                | 284              | 65                   |